# Kim De Vos
Kim De Vos (1979) è un'ex cestista belga.

## Carriera
Guardia di 178 cm, ha giocato nella massima serie belga e in Serie A1 con Termini Imerese.